# Variatio
Een variatio is een stijlfiguur die onrust uitdrukt. Men gebruikt bewust verschillende grammaticale constructies in gelijkwaardige zinsdelen. Als men dit combineert met een parallellisme, versterkt men de onrust, wat men kan zien als 'donderslagen bij heldere hemel'.
Enkele voorbeelden:
Consul primum (bijvoeglijk naamwoord) factus est, rex postrema (bijwoord) factus est.
Incerta pro certis, bellum quam pacum.